# Dysnų ir Dysnykščio apyežerių šlapžemių kompleksas
Dysnų ir Dysnykščio apyežerių šlapžemių kompleksas este o arie protejată (arie de protecție specială avifaunistică — SPA) din Lituania întinsă pe o suprafață de 4.016,56 ha, integral pe uscat.

## Localizare
Centrul sitului Dysnų ir Dysnykščio apyežerių šlapžemių kompleksas este situat la coordonatele 55°28′05″N 26°19′56″E / 55.4681°N 26.3322°E.

## Înființare
Situl Dysnų ir Dysnykščio apyežerių šlapžemių kompleksas a fost declarat arie de protecție specială avifaunistică în aprilie 2004 pentru a proteja 5 specii de animale.

## Biodiversitate
Situată în ecoregiunea boreală, aria protejată nu include niciun habitat protejat.
La baza desemnării sitului se află mai multe specii protejate de  păsări (5): buhai de baltă (Botaurus stellaris), erete de stuf (Circus aeruginosus), erete cenușiu (Circus pygargus), cristeiul de câmp (Crex crex), cresteț pestriț (Porzana porzana).